# Ченчики
Ченчики (укр. Ченчики) — село в Корюковском районе Черниговской области Украины. Население 33 человека. Занимает площадь 0,204 км². Протекает река Убедь при впадении её притока Кистер.
Код КОАТУУ: 7422455403. Почтовый индекс: 15331. Телефонный код: +380 4657.

## Власть
Орган местного самоуправления — Холминский поселковый совет. Почтовый адрес: 15331, Черниговская обл., Корюковский р-н, пгт Холмы, ул. Островского, 1.